# Азовська (станція)
Азо́вська (до 1952 — Кола́й, крим. Qalay) — проміжна залізнична станція Кримської дирекції Придніпровської залізниці на неелектрифікованій лінії Джанкой — Владиславівка між зупинним пунктом 13 км (8 км) та роз'їздом 30 км (9 км). Розташована в селищі Азовське Джанкойського району Автономної Республіки Крим. На вокзалі станції обладнаний зал чекання, каси продажу квитків приміського та далекого сполучення, багажне відділення. 

## Пасажирське сполучення
На станції Азовська зупиняються приміські поїзди сполученням:
- Феодосія — Сімферополь;
- Армянськ — Феодосія;
- Джанкой — Феодосія / Керч.